# بينينسيولا باريس
بينينسيولا باريس هو فندق فاخر تاريخي، عرف سابقا باسم فندق ماجستيك وقصر قشتالة، ويقع على شارع كليبر في باريس فرنسا. وقد افتتح في عام 1908، وتحول إلى مكاتب حكومية في عام 1936. خدم الفندق كمشفى ميداني للضباط الجرحى خلال الحرب العالمية الأولى. خلال الحرب العالمية الثانية كان بمثابة مقر القيادة العليا للجيش الألماني في فرنسا خلال الاحتلال النازي لباريس. لعب الفندق دورا محوريا في ترحيل يهود باريس ومحاولة اغتيال هتلر عام 1944. المبنى أعيد افتتاحه كفندق بينينسيولا باريس في آب 2014 بعد عملية ترميم معقدة ومكلفة.

## معرض صور

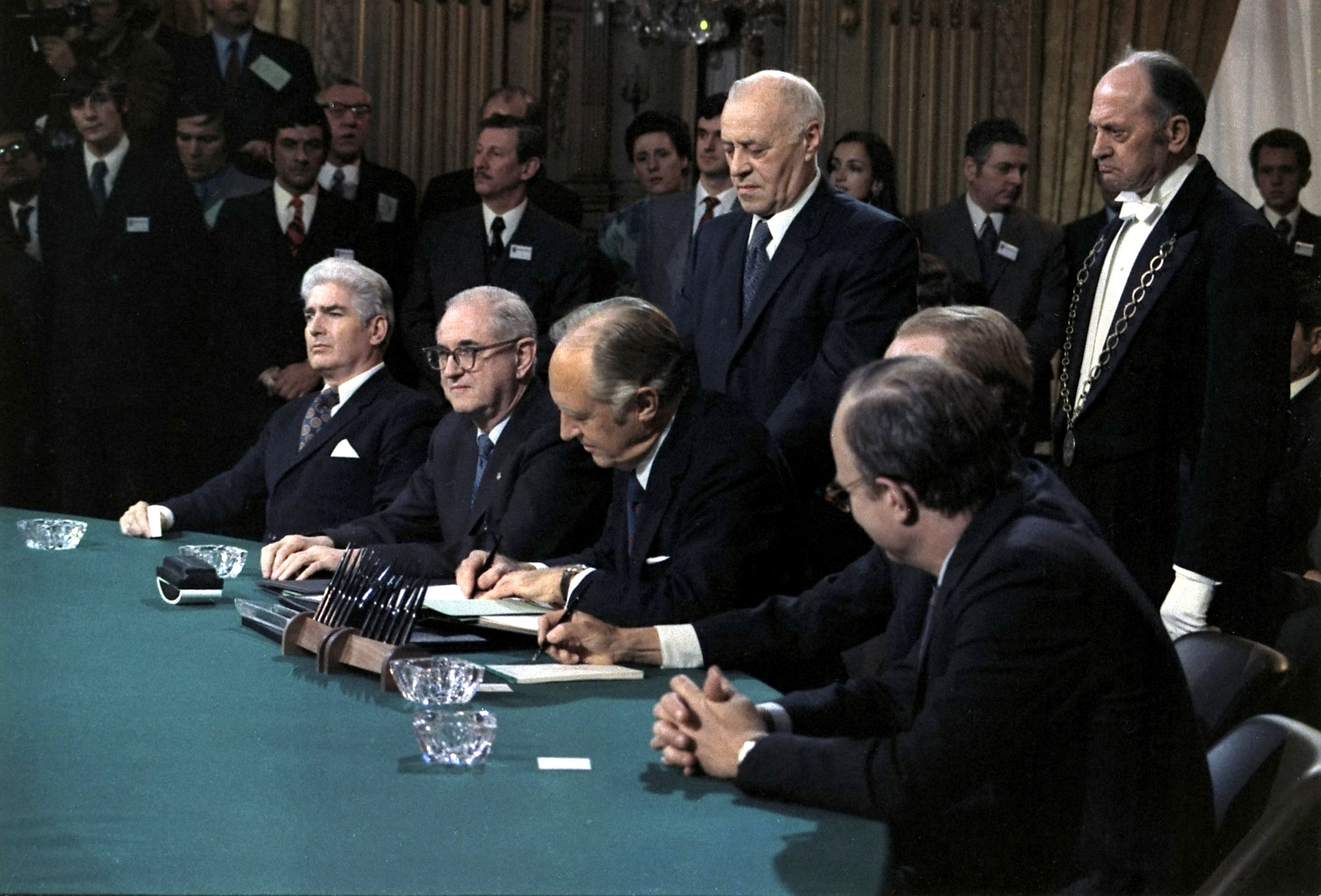
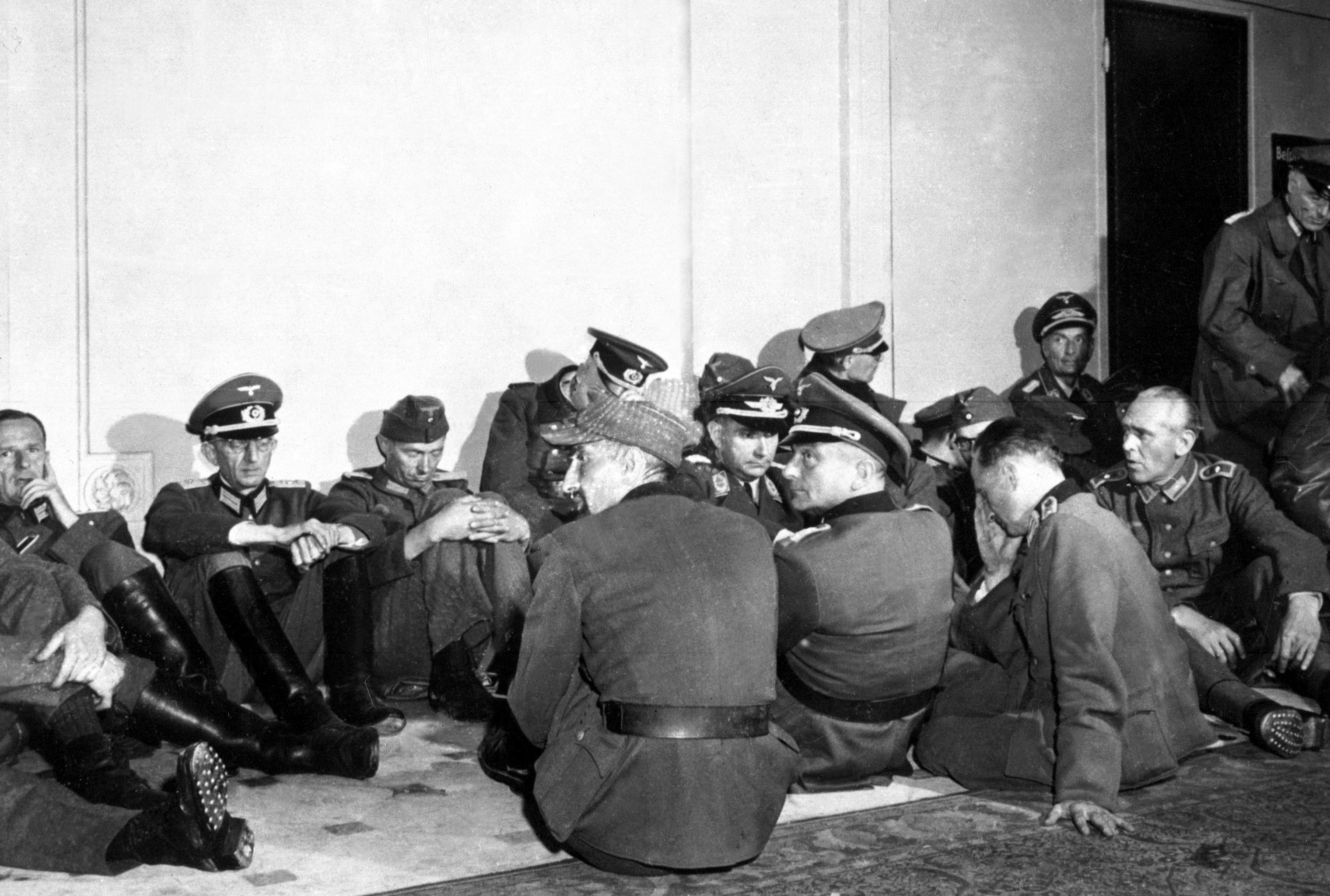
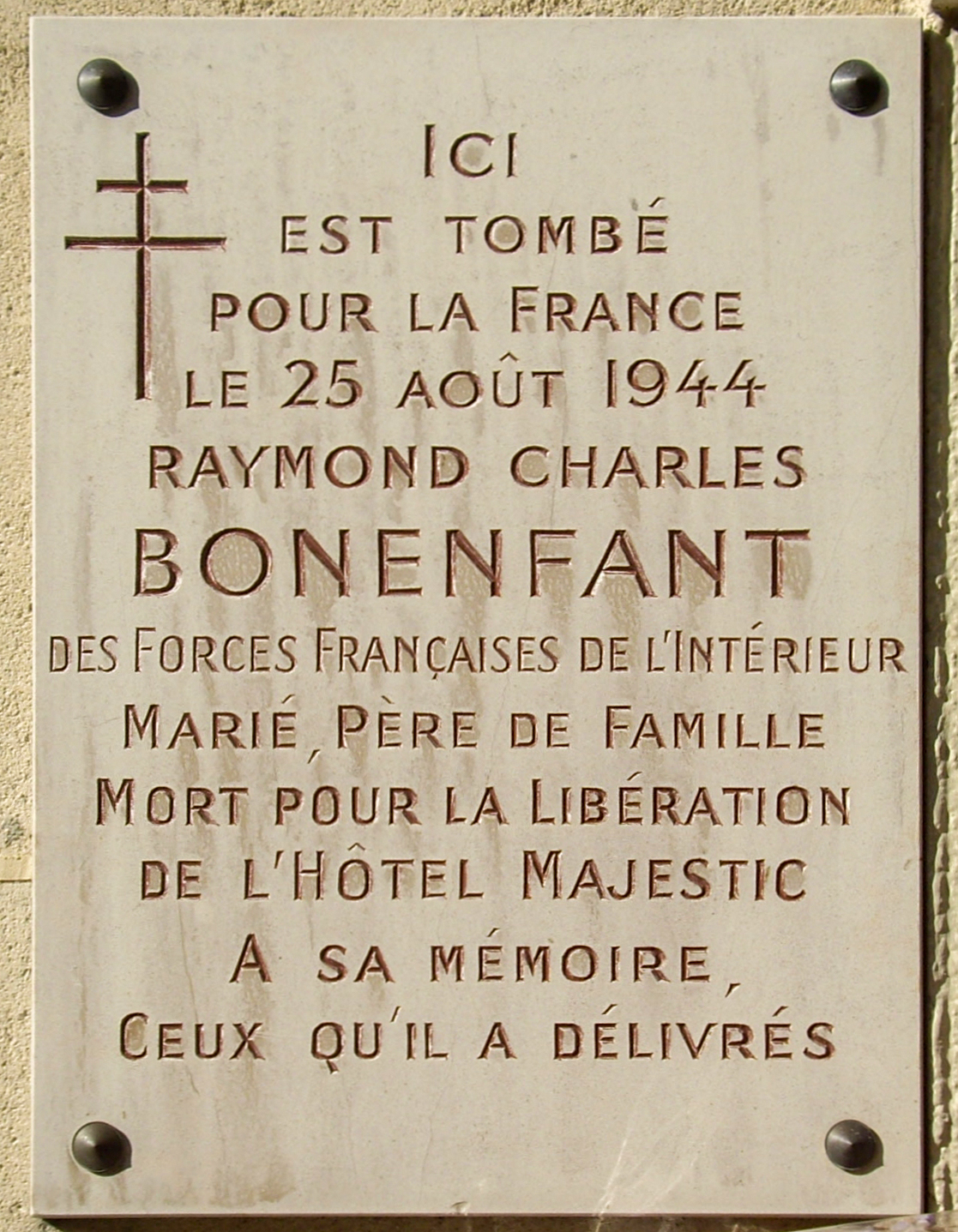

## روابط خارجية
- الموقع الرسمي